# Inland Traveller
Inland Traveller är det svenska bandet Isolation Years debutalbum, utgivet 2001.

## Låtlista
1. "Talking Introduction" (Jacob Moström) - 0:58
2. "Talking Backward Masking Blues" (Moström, Jakob Nyström) - 3:06
3. "I'm Gonna Flip" (Nyström, Moström) - 3:35
4. "Hemisphere" (Nyström) - 3:42
5. "Cold Morning in Minusinsk" (Nyström) - 3:50
6. "Inland Traveller" (Nyström, Moström) - 3:37
7. "New Start" (Nyström, Moström) - 4:26
8. "Goblins and Pines" (Nyström) - 1:46
9. "Light the Torch" (Nyström) - 4:06
10. "Maranata Club Lounge" (Moström) - 2:49
11. "Melting Minds" (Nyström) - 4:30
12. "Green on White" (Nyström) - 6:15